# Frontera entre Haití i les Bahames
La frontera entre Haití i les Bahames és totalment marítima i separa les illes de Gran Inagua i les illes de la Tortuga i la Hispaniola. En l'actualitat no existeix cap tractat bilateral signat entre les dues parts.
El trifini amb Cuba, però, es troba després dels acords constitutius de la frontera entre Cuba i Haití (1971) i la frontera entre Cuba i les Bahames (2011): és al voltant del punt de coordenades 20° 22′ 24.76″ N, 73° 34′ 56.48″ O / 20.3735444°N,73.5823556°O. En aquestes ocasions, es van definir els contorns dels dos països.
A l'altra banda, la frontera s'uneix al trifini amb el Regne Unit amb les illes Turks i Caicos. Aquesta està a prop del punt 20° 43′ N, 72° 25′ O / 20.72°N,72.42°O.
Aquesta frontera és regularment travessada pels migrants que fugen de la pobresa d'Haití.